# 台湾総督府民政部
台湾総督府民政部（たいわんそうとくふみんせいぶ、旧字体：臺灣總督府民政部）は、台湾総督府に置かれた行政・司法の担当部局である。

## 沿革
1895年（明治28年）5月21日、台湾総督府仮条例が制定され、総督府に民政局、陸軍局、海軍局が設置された。1898年（明治31年）6月20日、民政局が民政部と改称し、1919年（大正8年）8月20日に廃止されるまで存続した。

## 組織の変遷
- 1895年（明治28年）5月21日現在[2]。
  - 民政局　民政局長官
    - 内務部　外務部　殖産部　財務部　学務部　逓信部　司法部
- 1895年（明治28年）8月6日現在[3]。
  - 民政局　民政局長
    - 局長部　内務部　殖産部　財務部　学務部
- 1896年（明治29年）4月1日現在[4]。
  - 民政局　民政局長
    - 総務部　内務部　殖産部　財務部　法務部　学務部　通信部
- 1897年（明治30年）11月1日現在[5]。
  - 民政局　民政局長
  - 財務局　財務局長
- 1898年（明治31年）6月20日現在[6]。
  - 民政部　民政長官
    - 人事課　文書課　外事課　県治課　警保課　土木課　衛生課　主計課　税務課　法務課　学務課　殖産課　通信課　会計課
- 1901年（明治34年）11月11日現在[7]。
  - 民政部　民政長官
    - 総務局　財務局　通信局　殖産局　土木局　警察本署
- 1909年（明治42年）10月25日現在[8]。
  - 民政部　民政長官
    - 内務局（←総務局）　財務局　通信局　殖産局　蕃務本署（←警察本署）
- 1911年（明治44年）10月16日現在[9]。
  - 民政部　民政長官
    - 財務局　通信局　殖産局　土木局　地方部　法務部　学務部　警察本署　蕃務本署
- 1915年（大正4年）7月22日現在[10]。
  - 民政部　民政長官
    - 財務局　通信局　殖産局　土木局　地方部　法務部　学務部　警察本署
- 1919年（大正8年）6月28日現在[11]。
  - 民政部　民政長官
    - 内務局（←地方部・学務部）　財務局　逓信局（←通信局）　殖産局　土木局　警務局（←警察本署）　法務部